# Анита Блонд
Анита Блонд (на английски: Anita Blond) е артистичен псевдоним на унгарската порнографска актриса Анита Худачек (на унгарски: Hudacsek Anita), родена на 27 май 1976 година в град Будапеща, Унгария.
В ученическите си години се изявява като модел.
Дебютира като актриса в порнографската индустрия през 1994 година, когато е на 18- годишна възраст, като първото ѝ участие е в продукция на Пиер Уудман.
През 1995 година емигрира от Унгария в Италия.
Участва в италиански, германски и френски порнофилми, а през 1997 г. отива в САЩ, където продължава кариерата си. През 1998 г. се завръща в Европа.
Прсз 1999 г. приключва с кариерата си в порноиндустрията и се връща в родината си Унгария, където заживява със съпруга си.